# Dolmen de Legananny
El dolmen de Legananny és un dolmen o cromlec megalític situat al townland de Legananny, al districte de Banbridge (comtat de Down, Irlanda del Nord). Es troba als vessants de Slieve Croob, a prop del poble de Leitrim, enclavat entre el mur de pedra d'una granja i un camí secundari. És un monument històric protegit.
El nom Legananny deriva de l'irlandès Liagán Áine 'la pedra dreta d'Áine'.

## Característiques

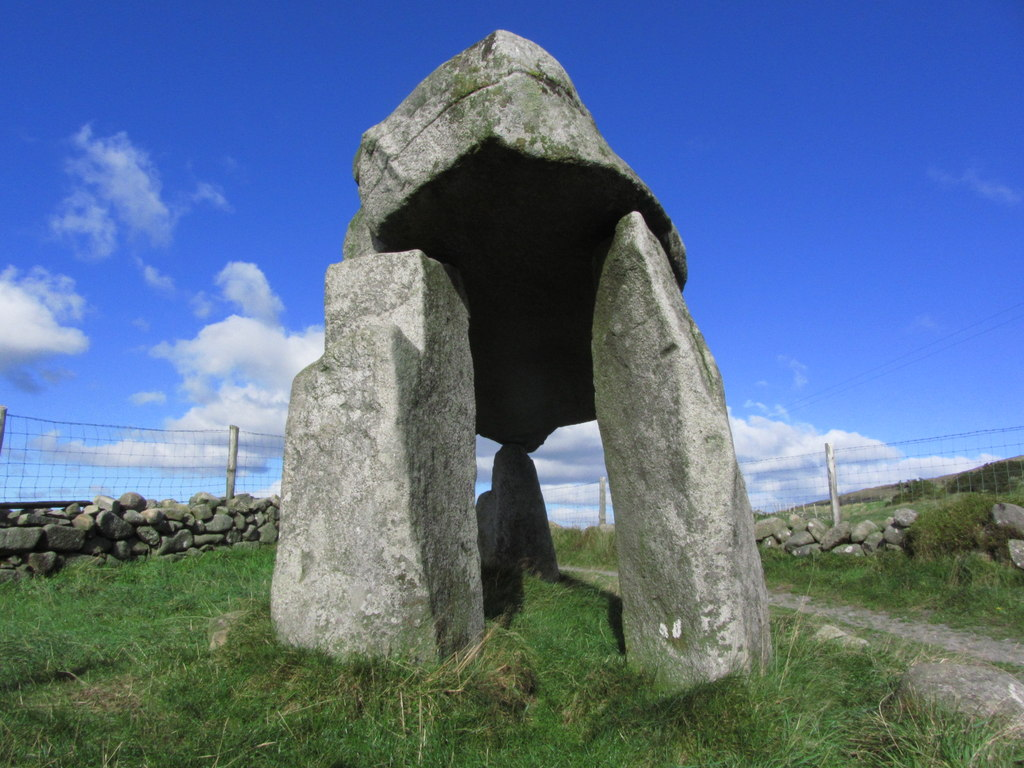
El dolmen.

Aquest dolmen trípode té una pedra capçalera de més de 3 m de llarg a 1,8 m del terra.
Data del Neolític, el que fa que el monument tingui una antiguitat aproximada de 5.000 anys. Aquestes tombes portal eren llocs funeraris per a la deposició dels morts a la societat neolítica.
Les pedres pesades haurien estat arrossegades una certa distància abans de ser col·locades. Les tres pedres de suport són inusualment llargues i hi ha lleugers rastres d'un cairn que devia ser molt més extens.
A sota s'hi van trobar algunes urnes funeràries.

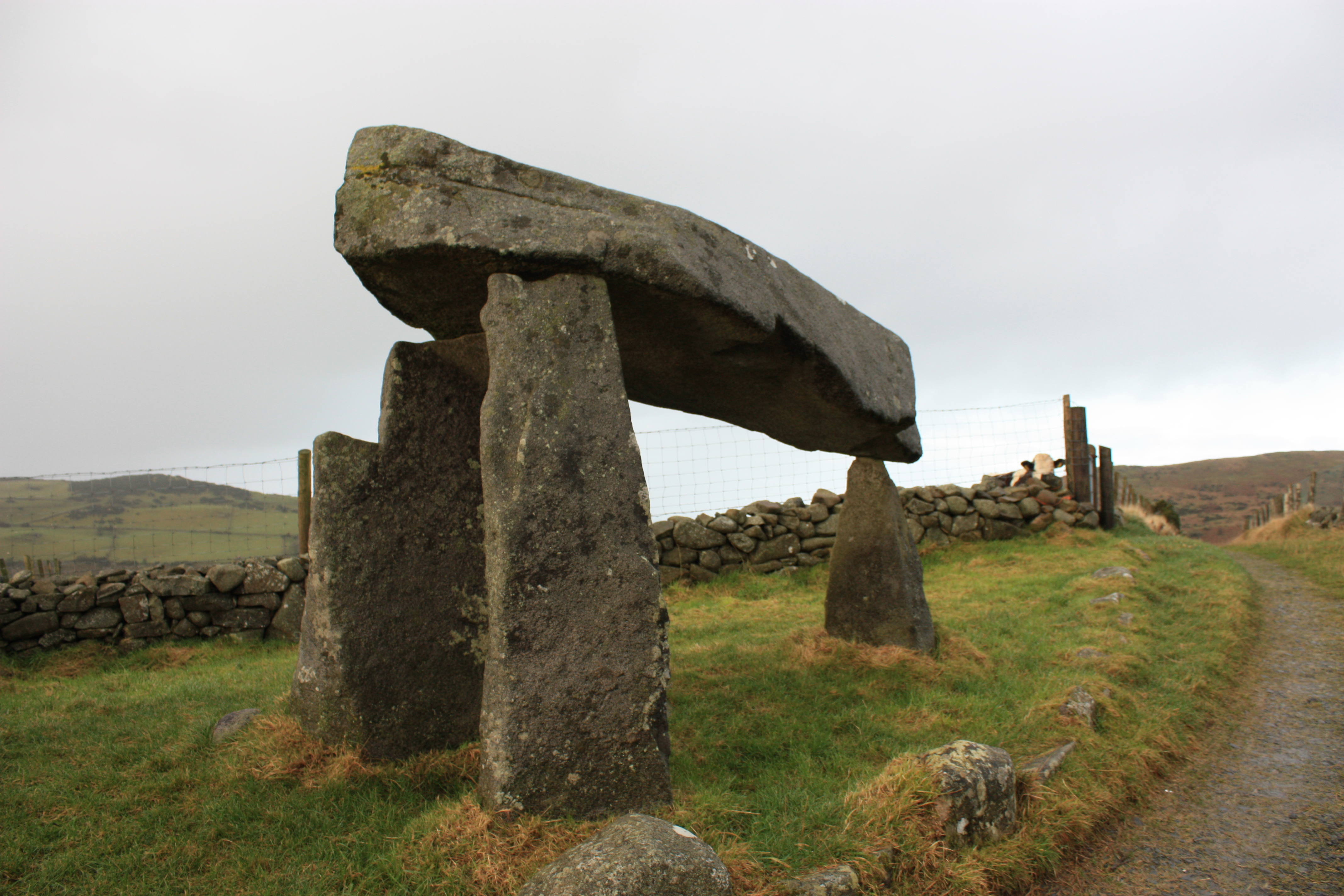
El dolmen de Legananny des del camí.